# Sex and the City 2
Sex and the City 2 är en amerikansk romantisk komedifilm från 2010 i regi av Michael Patrick King. Filmen är en uppföljare till Sex and the City.
Sex and the City 2 hade amerikansk biopremiär den 27 maj 2010.

## Rollista (urval)
- Sarah Jessica Parker - Carrie Bradshaw
- Kim Cattrall - Samantha Jones
- Cynthia Nixon - Miranda Hobbes
- Kristin Davis - Charlotte York Goldenblatt
- Chris Noth - Mr Big